# Dimitrios Maksimos
Dimitrios Maksimos (gr. Δημήτριος Μάξιμος; ur. 6 lutego 1873 w Patras, zm. 17 października 1955 w Atenach) – grecki bankier i polityk, premier Grecji (1947), minister spraw zagranicznych (1933-1935).

## Życiorys
Był synem Epaminondasa Maksimosa i Aspazji z d. Londos.  Ukończył studia prawnicze na uniwersytecie ateńskim, a w 1891 podjął pracę w Banku Narodowym. W 1920 został jego prezesem. Pełnił tę funkcję do 1923, a następnie wyjechał do Florencji, gdzie kontynuował studia z zakresu nauk ekonomicznych. Powrócił do kraju w 1929 i zaangażował się w działalność polityczną. W marcu 1933 stanął na czele resortu spraw zagranicznych w rządzie Panajisa Tsaldarisa. Był jednym z inicjatorów porozumienia regionalnego noszącego nazwę Ententa Bałkańska. W czasie dyktatury Metaksasa przeszedł na emeryturę, z której powrócił w 1947 obejmując stanowisko premiera rządu koalicyjnego. W czasie trwającej wojny domowej decyzją rządu utworzono trzy obozy dla aresztowanych komunistów. Rząd nazywany siedmiogłowym (od ilości partii ją tworzących) przetrwał siedem miesięcy. Pod naciskiem amerykańskim Maksimos podał się do dymisji i wycofał z aktywności politycznej.
Dom Dimitriosa Maksimosa w Atenach został zakupiony w 1952 przez państwo za 5,5 mld drachm, a od 1982 stanowi rezydencję premiera Grecji.